# Janusz Jesionek
Janusz Jerzy Jesionek (ur. 2 listopada 1945 w Warszawie) – polski dyplomata i działacz piłkarski, ambasador RP w Słowenii (2002–2006).

## Życiorys

### Wykształcenie
Ukończył Szkołę Główną Planowania i Statystyki w Warszawie oraz studium podyplomowe w Polskim Instytucie Spraw Międzynarodowych. Przebywał na dwuletnim stypendium w Oxfordzie. Zna angielski, hiszpański i rosyjski.

### Kariera dyplomatyczna
W 1982 rozpoczął pracę w Ministerstwie Spraw Zagranicznych. Był m.in. I sekretarzem w ambasadzie PRL/RP w Caracas (1987–1991), zastępcą dyrektora Departamentu Międzynarodowych Stosunków Ekonomicznych (1991–1993), chargé d’affaires w Ambasadzie RP w Nikozji (1993–2000), zastępcą dyrektora w Departamencie Systemu Informacji (2000–2002). Od 28 sierpnia 2002 do 2006 pełnił funkcję ambasadora RP w Słowenii.

### Działalność piłkarska
Grał w III-ligowej Kadrze Rembertów. W latach 1971–1974 był kierownikiem reprezentacji Kazimierza Górskiego. Prowadził drużyny młodzieżowe. Działacz Polskiego Związku Piłki Nożnej, gdzie m.in. przewodniczył Komisji Rewizyjnej, Wydziału Zagranicznego i Wydziału Dyscypliny. Reprezentował związek na kongresach FIFA i UEFA. W 2008 był wymieniany wśród kandydatów na prezesa PZPN. Ostatecznie jednak nie wziął udziału w wyborach. W 2012 został prezesem Fundacji im. Kazimierza Górskiego. W 2014 doprowadził do powstania pomnika Górskiego przed Stadionem Narodowym w Warszawie.